# Rab Butler

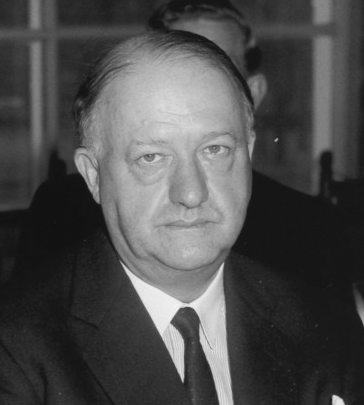
Rab Butler (1963)

Richard Austen Butler, Baron Butler of Saffron Walden, KG, CH, PC (* 9. Dezember 1902 in Attock Serai, Britisch-Indien; † 8. März 1982 in Great Yeldham, Essex), bekannt als R. A. Butler oder Rab Butler, war ein britischer konservativer Politiker. Lange als kommender Premierminister im Gespräch, wird er heute vor allem mit dem Begriff Butskellism als Synonym für den Nachkriegskonsens in Verbindung gebracht, dessen Namensgeber er zusammen mit Labour-Politiker Hugh Gaitskell war.

## Jugend, Ausbildung, Familiengründung
Richard Austen Butler wurde als ältestes von vier Kindern in Britisch-Indien geboren und wuchs dort bis zu seinem zehnten Lebensjahr auf. Sein Vater, Sir Montague Butler, war ein Beamter des Indian Civil Service, der später zum Gouverneur der indischen Zentralprovinzen avancierte und zum Ritter geschlagen wurde. Seine Ausbildung erhielt Butler am Marlborough College und am Pembroke College in Cambridge. Dort studierte er erfolgreich moderne Sprachen und Geschichte; zudem war er Präsident der Cambridge Union Society.
1926 heiratete er Sydney Elizabeth Courtauld, die Tochter des Textilmagnaten Samuel Courtauld. Sein Schwiegervater stattete ihn mit einer jährlichen Leibrente von 5000 Pfund und mehreren Anwesen aus. Gemeinsam lebten Butler und seine Frau in Essex und hatten vier Kinder: Sir Richard C Butler (1929–2012), Adam Courtauld Butler (1931–2008), Samuel James Butler (geboren 1936) und Sarah Teresa Butler (geboren 1944). Nachdem seine Frau im Dezember 1954 an Krebs gestorben war, heiratete Butler Mollie Courtauld (geborene Montgomerie) im September 1959.

## Politische Karriere

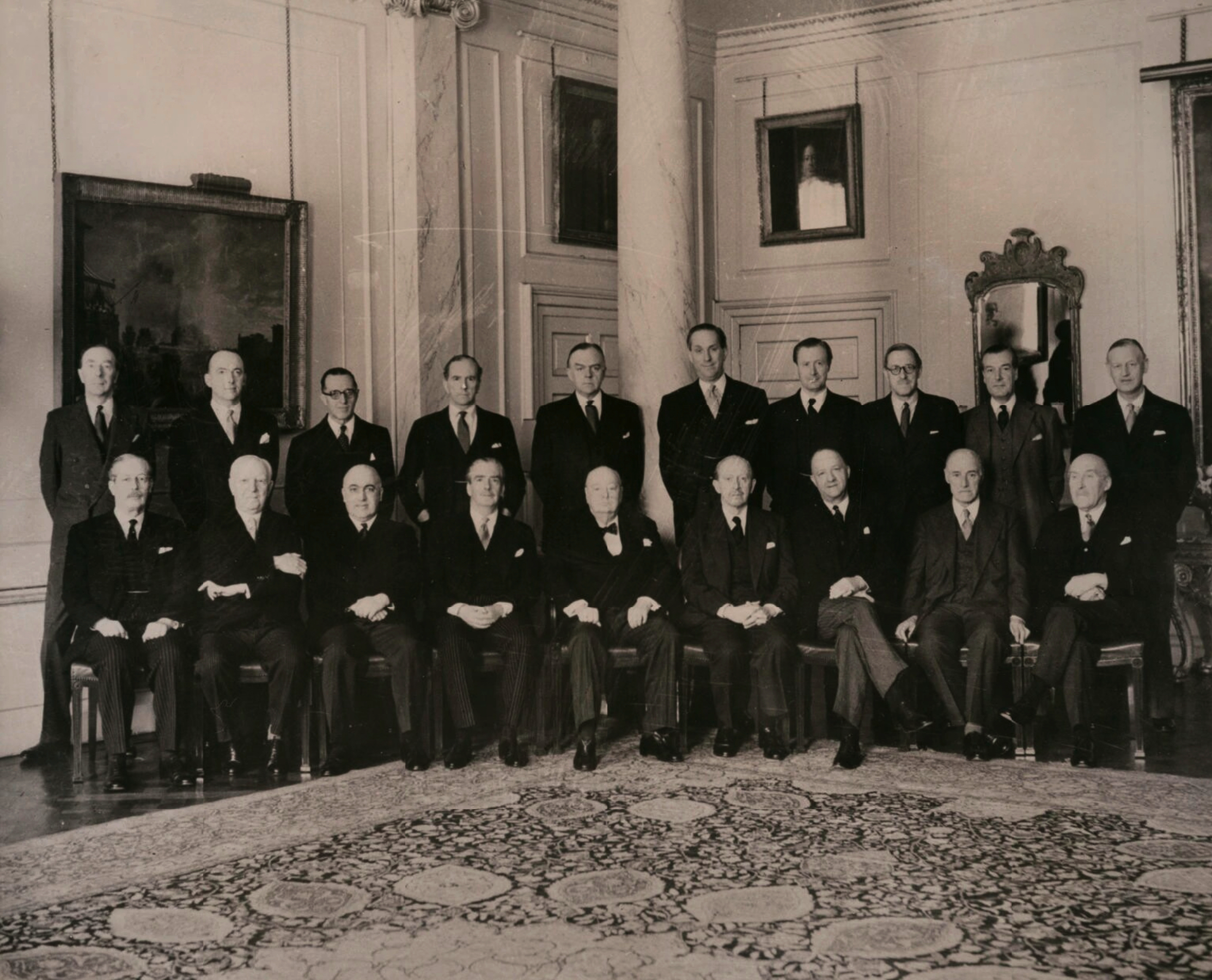
1955 in Churchills Kabinett. Butler sitzend, dritter von rechts.

Die Beziehungen seines Schwiegervaters ermöglichten es Butler, für den sicheren Sitz in Saffron Walden zu kandidieren. Dort wurde er 1929 für die Konservativen in das Unterhaus gewählt, dessen Mitglied er bis 1965 blieb. Als Sekretär von Sir Samuel Hoare wurde er, nachdem die Konservativen 1931 wieder an die Macht kamen, von diesem mit ins Indien-Ministerium berufen, wo er 1932 zum Unterstaatssekretär avancierte. 1938 wechselte er in das Foreign Office, wo er ebenfalls Unterstaatssekretär wurde. Anders als sein späterer Konkurrent Harold Macmillan unterstützte Butler die Appeasement-Politik Neville Chamberlains; in späteren Jahrzehnten wurde Butler immer wieder nachteilig mit dieser Unterstützung in Verbindung gebracht. Als Chamberlain schließlich 1940 zurücktrat, bemühte er sich erfolglos, Außenminister Lord Halifax zu überreden, dessen Nachfolge anzutreten. Zudem äußerte er sich zunächst kritisch über Chamberlains Nachfolger Winston Churchill. 1941 wurde er von Churchill in dessen Kriegsregierung berufen und übernahm das Erziehungsressort. 1944 zeichnete er dort verantwortlich für den progressiven Education Act. In der Übergangsregierung von 1945 war er für zwei Monate Arbeitsminister. Nach der Wahlniederlage der Konservativen bei den Parlamentswahlen von 1945 betraute ihn Churchill damit, als Vorsitzender des Conservative Research Department die Partei zu erneuern.
1951 errangen die Konservativen einen knappen Wahlsieg. Butler wurde im Kabinett Churchills Schatzkanzler. In dieser Zeit kam der Begriff des Butskellism auf. In einem Leitartikel hatte Norman Macrae in The Economist von einem fiktiven Mr. Butskell geschrieben, da Butlers Haushaltsentwürfe sich sehr wenig von denen seines Labour-Vorgängers Hugh Gaitskell unterschieden. 1953 erlitt Churchill einen schweren Schlaganfall, während (sein de facto-Kronprinz) Sir Anthony Eden in den USA weilte, um sich einer Operation an der Gallenblase zu unterziehen. In dieser Phase war Butler faktisch der Kopf der Regierung.
Nach Churchills Rücktritt 1955 wurde Eden sein Nachfolger; Butler blieb zunächst im Schatzamt und vertrat Eden während dessen außenpolitisch bedingten Reisen. Eden plante jedoch bald, Butler aus dem Finanzministerium zu entfernen und ihn durch Harold Macmillan zu ersetzen. Bei Edens Kabinettsumbildung löste Macmillan Butler als Schatzkanzler ab. Zudem gab Eden Macmillan das Versprechen, dass Butler kein Deputy Prime Minister (stellvertretender Premierminister) sein würde und somit im Rang nicht über Macmillan stehen würde. Butler übernahm im Austausch für das Amt des Schatzkanzlers in Personalunion sowohl die Funktion des Leader of the House of Commons und das Amt des Lordsiegelbewahrers. Obwohl beides hochklingende Ämter, bedeuteten sie einen eindeutigen Abstieg für Butler. Oliver Crookshank (zugleich ein enger Freund Macmillans) warnte Butler daraufhin, dass er mit seiner Zustimmung zu dieser Degradierung „schieren politischen Selbstmord“ begehe.
Während der Sueskrise legte Butler eine kritische Haltung an den Tag und unterstützte Edens Konfrontationskurs nur zögernd; er schwieg jedoch aus Gründen der Kabinettsdisziplin und da er nicht erneut als ein Appeaser wahrgenommen werden wollte. Nach dem völligen Fehlschlag der anglofranzösischen Intervention erlitt Eden einen gesundheitlichen Zusammenbruch und trat einen Erholungsurlaub auf Jamaika an. Erneut übernahm Butler die Vertretung. Wenige Wochen später trat Eden zurück. Obwohl Butler als kommender Premierminister im Gespräch gewesen war, konnte er sich zur Überraschung der Öffentlichkeit gegen Macmillan nicht durchsetzen. In einer Abstimmung unter den Kabinettsmitgliedern, die von Lord Salisbury abgehalten wurde, sprach sich eine deutliche Mehrheit für Macmillan aus. Auf Salisburys Anraten hin wurden auch Winston Churchill, der Chief-Whip Edward Heath und der Vorsitzende des 1922er-Hinterbänklerkomitees, John Morrison, um ihre Ansicht gebeten; alle sprachen sich ebenfalls für Macmillan aus.
Butler akzeptierte diese Entscheidung und wurde Innenminister in Macmillans Kabinett, der ihm das Amt des Außenministers zu Gunsten von Selwyn Lloyd verweigerte. In dieser Funktion begann er mit Macmillans Billigung ein umfangreiches Reformprogramm. Es wurden Reformen im Justizsystem durchgeführt sowie die bestehenden Regeln bezüglich Lizenzvergabe, Glücksspiel und Prostitution gelockert.
Von 1959 bis 1961 war Butler außerdem Vorsitzender der Konservativen Partei. Im Juli 1962 führte Macmillan eine größere Kabinettsumbildung durch, die sogenannte „Nacht der langen Messer“ und entließ sieben Kabinettsmitglieder. Butler hatte im Vorfeld eine Indiskretion gegenüber dem Pressemagnaten Lord Rothermere begangen und die für den Herbst geplante Kabinettsumbildung bei einem gemeinsamen Abendessen erwähnt. Als Lord Rothermeres Daily Mail am folgenden Tag unter dem Titel Mac’s Master Plan über Macmillans Pläne berichtete, vermutete Macmillan in Butlers Indiskretion eine absichtliche List, um ihn zu stürzen und sah sich zu einem überstürzten Handeln genötigt.
Als Macmillan 1963 zurücktrat, war Butler erneut ein aussichtsreicher Nachfolgekandidat. Wiederum konnte er sich jedoch nicht durchsetzen und der von Macmillan geförderte Alec Douglas-Home wurde in einem kontroversen Verfahren zum Premierminister gekürt. Anders als Enoch Powell und Iain Macleod, die sich weigerten, unter Home ins Kabinett einzutreten, akzeptierte Butler Homes Einladung, als Außenminister zu dienen.
Dem House of Lords gehörte er seit 1965 an, als er als Baron Butler of Saffron Walden, of Halstead in the County of Essex, zum Life Peer erhoben wurde, nachdem er zuvor einen erblichen Adelstitel abgelehnt hatte. Im gleichen Jahr wurde er Master am Trinity College von Cambridge. Von 1966 bis 1982 war er außerdem erster Kanzler der University of Essex. 1971 wurde er als Knight Companion in den Hosenbandorden aufgenommen. 1972 bis 1975 war er Vorsitzender des sogenannten Butler-Komitees, das sich um Reformen im Umgang mit verhaltensgestörten Straftätern bemühte.
1982 verstarb Butler in Essex, sein Grab liegt auf dem Friedhof St Mary the Virgin in Saffron Walden.

## Familie
Rab Butlers Sohn Adam Butler war ebenfalls Politiker und von 1970 bis 1987 Mitglied des Unterhauses, unter Premierministerin Margaret Thatcher diente er auch einige Jahre als Juniorminister.
1976 verkaufte Butler das von seinem Schwiegervater 1940 erworbene Anwesen Gatcombe Park in Gloucestershire, samt dazugehörendem landwirtschaftlichem Betrieb von rund 215 Hektar, an Königin Elisabeth II., die es ihrer Tochter Prinzessin Anne nach deren Vermählung mit Captain Mark Phillips schenkte.

## Erinnerung
Neben dem untrennbar mit ihm verbundenen Begriff des Butskellism als Synonym für den britischen Wohlfahrtsstaat nach dem Zweiten Weltkrieg wird Butler mit zahlreichen Gesetzen und Reformen in Verbindung gebracht. In der Geschichtsschreibung wird er (neben Austen Chamberlain und George Nathaniel Curzon) regelmäßig von Historikern als der bedeutendste britische Politiker benannt, der nie Premierminister wurde.

## Autobiographie
- The Art of the Possible: The Memoirs of Lord Butler. Hamish Hamilton, London 1971, ISBN 978-0-241-02007-4 (englischsprachig).